# 2007년 부천국제판타스틱영화제
제11회 부천국제판타스틱영화제는 2007년 7월에 개최된 영화제이다. 부천 시민회관 대공연장, 부천시청 대강당, 복사골문화센터, 부천시청 앞 잔디광장 등에서 개최되었다.

## 수상 및 후보

### 작품상(장편)
- 13 - 추키아트 사크위라쿨 수상

### 여우주연상(장편)
- 다이어리 - 샬렌 초이 수상

### 남우주연상(장편)
- 그림 러브 스토리 - 토마스 크레취만 수상
- 그림 러브 스토리 - 토머스 휴버 수상

### 감독상(장편)
- 그림 러브 스토리 - 마틴 웨이즈 수상

### 푸르지오 관객상
- 마츠가네 난사사건 - 야마시타 노부히로 수상

### 심사위원 특별상(장편)
- 스페셜 - 마이클 래파포트 수상

### 한국단편특별상
- 불한당들 - 장훈 수상

### 심사위원상(단편)
- 한 - 나홍진 수상

### 관객상(단편)
- 에드워드 제임스의 기억 - 로드리고 구디노 수상

### 대상(단편)
- 오렌지나무 소년 후아니토 - 후안 카를로스 빌라미자르 수상

### 특별언급
- 빅터와 로봇아빠 - 카를로스 탈라망카 수상

### EFFFF 아시아 영화상
- 13 - 추키아트 사크위라쿨 수상

### 부천 초이스(장편)
- 다이어리 - 옥사이드 팽 수상
- 그림 러브 스토리 - 마틴 웨이즈 수상
- 13 - 추키아트 사크위라쿨 수상
- 스페셜 - 할 하버만
- 로만 - 안젤라 베티스
- 그림자 - 김민숙 외 1명
- 마츠가네 난사사건 - 야마시타 노부히로
- 리빙 앤 데드 - 시몬 럼리
- 검은 바다 - 로버타 토르레
- 백우즈 - 콜도 세라

### 부천 초이스(단편)
- 에드워드 제임스의 기억 - 로드리고 구디노
- 토탈 느와르 - Francois JAMIN
- 모두가 외로운 별 - 한병아
- 영혼의 매듭 - 파비오 레시나로 외1
- 빅터와 로봇 아빠 - 카를로스 탈라망카
- 오렌지 나무 소년 후아니토 - 후안 카를로스 빌라미자르
- 코코넛 연인 - 샤롯 블롬
- 불한당들 - 장훈
- 汗(한) - 나홍진
- 루치아의 자동인형 - 황보임

### 금지구역
- 폴트리가이스트 - 로이드 카우프만
- 그림 러브 스토리 - 마틴 웨이즈
- 먹이 - 브렛 레너드
- 도살자 - 김진원
- 바쿠시, SM 로프마스터 - 히로키 류이치

### 판타스틱 단편 걸작선
- 쌍둥이들 - 문제용
- 쟈크 박사와 하이도그씨 - 프랑크 피투시
- 가지못한 여행 - 사이먼 보비
- 3918호의 공포 - 매튜 폰테인
- 레이몬드 - BIF
- 굿바이 칠드런 - 노혜정
- 들리나요? - 성빈
- 비몽 - 조가현
- 수박병아리 - 원종식
- 강도 견습생 - 크레이그 로젠탈
- 로즈 - 우치야마 호쿠
- 도시락 싸는 남자 - 이우현
- 티셔츠 - 호세인 마르틴 파젤리
- 누구나 외로운 계절 - 김종관
- 악마적 욕망 - 로드리고 구디노
- 그 섬에서 - 올리비에 베귄
- 녹턴 - 페르난도 우손
- 죽음의 레퀴엠 - 마크 퓌르미
- 개똥벌레 블루스 - 최영석
- 보이지 않는 천국 - 최주연
- 히트 더 플로어 - 케이스 칼릴
- 니에토 교수의 바퀴벌레 강의 - 루이스 니에토
- 니에토 교수의 애니메이션 강의 - 루이스 니에토
- 화이트 라인 피버 - 션 애쉬크로프트
- 락큰롤에 있어 중요한 것 세가지 - 정병길
- 우유가 필요해 - 니콜라 모리스
- 여우비 - 구본환
- 오라-이 - 최수헌
- 애프터 더 레인 - 가엘 데니스
- 승보, 정인 - 이준현
- 가족 같은 개, 개 같은 가족 - 박수영 외 1명
- 서시, 말을 걸다 - 박주영
- 유령 - 최승원
- 늪 속의 괴물 - 지하진
- 아이들은 잠시 외출했을 뿐이다 - 남다정
- 자야한다 - 김주리
- 서울까지 - 김방현
- 꿈의 해부 - 조혜진
- 미유 - 김광수
- 뼈칼 - 김민석
- 열대병 - 여재민
- 돼지의 최후 - 아드리안 반 비에르센
- 이상한 식사 - 엘라드 라스
- 일상탈출 - 존 그릭스
- 십분간 휴식 - 이성태
- 다리들 - 이혜영
- Gift - 이인의
- 예술과 벽보 사이 - 로칸 피네건
- 아주 특별한 선물 - 기 티스
- 침묵은 금이다 - 크리스 쉐퍼드
- 포비아 - 엠버 템플모어-핀레이슨
- 비밀과 거짓말 - 최지영
- 프랑스 중위의 여자 - 백승빈
- 버스를 타다 - 노광민
- 살인병기 그녀 - 가브리엘 이바네즈
- 비올레타 - 마크 리바
- 생일 축하해 - 데이비드 알칼데
- 핸디맨 - 사이먼 럼리

### 월드 판타스틱 시네마
- 앙고스토 - 호르헤 산체스-카베즈도
- 블랙 쉽 - 조나단 킹
- 어둠이 내릴 때 - 안데스 닐슨
- 대니 윌리엄스와 워홀 팩토리 - 에스더 로빈슨
- 환상의 주부, 비바 - 안나 빌러
- 뱀파이어의 일기 - 마크 제임스 외1
- 황혼의 댄서 - 멜 치옹글로
- 가장 무서운 이야기 - 죠 단테
- 살결 - 이성강
- Ten Nights of Dreams - 시미즈 다카시
- 스트레인저 댄 픽션 - 마크 포스터
- 스톤드 - 브라이언 존스 이야기 - 스티븐 울리
- 어느 날 갑자기 - 크리스 고락
- 공포의 스튜디오 - Eitan Arrusi
- 플래닛 비보이 - 벤슨 리
- 파헬리 - 아몰 팔레카
- 오프스크린 - 크리스토퍼 부
- 누구도 완전하지 않다 - 호아킨 오리스트렐
- 나나 2 - 오오타니 켄타로
- 러브 마이 라이프 - 카와노 코지
- 로스트 인 베이징 - 리 위
- 성자의 삶 - 랭킨 외1
- 코박 박스 - 다니엘 몬존
- 잠자는 청춘 - 청펀펀
- 새 - 쉘든 윌슨
- 크리스토퍼 도일의 화양연화 - 이브 몽마외르
- 마지막 심포니 - 호세 루이스 드 다마스
- 내일의 나를 만드는 법 - 이치카와 준
- 유령 대 우주인 - 시미즈 다카시
- 슬래셔 영화의 흥망성쇠 - 레이첼 벨로프스키 외1
- 달려! - 모토하시 케이타
- 몽상무한 - 이종왕
- 내 친구 파이도 - 앤드류 커리
- 페이 그림 - 할 하틀리
- 에스펙트로 - 후안 펠리페 오로즈코
- 다이너마이트 워리어 - 찰렘 웡핌
- 클라우드 - 그레고르 쉬니츠러
- 다크 아워 - 엘리오 키로가
- 거울의 저주 - 자리나 압둘라
- 신데렐라 - 봉만대
- 도시락 - 여명준
- 브릭 - 라이언 존슨
- 검은 양 대소동 - 올리버 라이스
- 레슬리 버논의 살인 일기 - 스콧 글로저맨
- 뷰티풀 선데이 - 진광교
- 8월의 날들 - 마크 레샤
- 아스라이 - 김삼력
- 한국 영화의 성난 얼굴 - 이브 몽마외르
- 마스터즈 오브 호러 시즌 2 에피소드 1 - 저주 - 토브 후퍼
- 마스터즈 오브 호러 시즌 2 에피소드 2 - 가족 - 존 랜디스
- 마스터즈 오브 호러 시즌 2 에피소드 3 - 피투성이 장례식 - 어니스트 R. 딕커슨
- 마스터즈 오브 호러 시즌 2 에피소드 4 - 너무 많이 듣는 남자 - 브래드 앤더슨
- 마스터즈 오브 호러 시즌 2 에피소드 5 - 프로-라이프 - 존 카펜터
- 마스터즈 오브 호러 시즌 2 에피소드 6 - 죽음의 모피 코트 - 다리오 아르젠토
- 마스터즈 오브 호러 시즌 2 에피소드 7 - 스크루플라이 - 죠 단테
- 마스터즈 오브 호러 시즌 2 에피소드 8 - 계단을 오르는 여자 - 믹 가리스
- 마스터즈 오브 호러 시즌 2 에피소드 9 - 아이스크림 비명 - 톰 홀랜드
- 마스터즈 오브 호러 시즌 2 에피소드 10 - 광신도들 - 피터 메덕
- 마스터즈 오브 호러 시즌 2 에피소드 11 - 검은 고양이 - 스튜어트 고든
- 마스터즈 오브 호러 시즌 2 에피소드 12 - 나는 살고 싶다 - 롭 슈미트
- 마스터즈 오브 호러 시즌 2 에피소드 13 - 악몽의 크루즈 - 츠루타 노리오

### 패밀리 판타
- 블랙히스 숲의 요정들 - 키아란 포이
- 타이거 - 길레르모 마르콘데스
- 우리 삼촌 파코 - 타초 곤잘레스
- 마사 할아버지의 우산 - 오시로 나오야
- 난자 닌자 - 야마구치 마코토
- 로보뜨의 미래 - 이지미
- 오줌 돌격대 - 젤머 후펜

### 개들의 비상
- 플렉스
- 불고기 - 구수연
- 로보트 태권V - 김청기
- 아들 - 장진
- 미러마스크 - 데이브 맥킨
- 날아라 허동구 - 박규태
- 소년 감독 - 이태겸

### 애니 판타
- 강철 신 지그 - 카와고에 준
- 마징카이저 사투 암흑대장군 - 무라타 마사히코
- 마징카이저 - 무라타 마사히코
- 큐티 하니 - 안노 히데아키
- 진 체인지 게타로보 세계 최후의 날 - 게시 야스히로 외2
- 물고기 공주 - 데이빗 캐플란
- 프린세스 - 안데르스 모르겐탈레
- 철인 28호 - 한낮의 새벽달 - 이마가와 야스히로
- 실버레인저 - 고세윤
- 이상한 나라의 성냥팔이 소녀 - 구봉회
- 스타킹 브라더스 - 김경숙
- 슈퍼따릉이 - 백종석
- 삼국영웅열전 - 박병산 외1
- 지하철 - 박생기

### 특별전
- 활주로 - 크리스 마르케
- 사랑해 사랑해 - 알랭 레네
- 화씨 451 - 프랑수아 트뤼포
- 얼굴없는 눈 - 조르주 프랑주
- 블랙 문 - 루이 말
- 알파빌 - 장 뤽 고다르
- 성공작자십일담 - 구예도
- 언톨드 스토리 - 인육만두 - 구예도
- 흑백도 - 구예도
- 중국식흑마술 - 구예도
- 이파랍병독 - 구예도
- 바이브레이터 - 히로키 류이치
- 마왕가 - 히로키 류이치
- M - 히로키 류이치
- 사랑하는 일요일 - 나. 사랑을 했다 - 히로키 류이치
- 바쿠시, SM 로프마스터 - 히로키 류이치
- 야쿠자! 배달되다 - 스기하라 노리아키
- 너무 많이 아는 손가락 - 카나모리 히사나
- 러닝 플라멩고 - 마스이 코리
- 춤추는 복수 - 구라모토 마사유키
- 쓰미다구의 문신산업 - 다고 요시아키
- 진, 히로키 그리고 나 - 카즈타카
- 야쿠자 트라이앵글 - 다케토미 후리
- 핑거 커플 - 에구사 카즈노리

### 회고전
- 자유의 이차선 - 몬테 헬맨
- 복수의총성 - 몬테 헬맨
- 바람 속의 질주 - 몬테 헬맨
- 닭싸움꾼 - 몬테 헬맨
- 지옥행비밀지령 - 몬테 헬맨
- 스탕달 신드롬 - 다리오 아르젠토
- 오페라의 유령 - 다리오 아르젠토
- 히치콕을 좋아하세요? - 다리오 아르젠토
- 수정 깃털의 새 - 다리오 아르젠토
- 육체의 문 - 이봉래
- 새댁 - 이봉래
- 월급쟁이 - 이봉래
- 삼등과장 - 이봉래
- 바이킹 - 리처드 플레이셔
- 해저 2만리 - 리처드 플레이셔
- 소일렌트 그린 - 리처드 플레이셔
- 바디 캡슐 - 리처드 플레이셔